# Huawei Browser
Huawei Browser (o también conocido como Navegador) es un navegador web de código cerrado desarrollado por Huawei. Está disponible para el sistema operativo HarmonyOS y Android a través de la tienda de aplicaciones de Huawei la cual es la Huawei AppGallery.
Fue lanzado el 26 de octubre del 2019 para los Dispositivos Huawei, este fue lanzado como reemplazo de Google Chrome para los dispositivos Huawei sin los Servicios de Google.

## Características principales

### Listas negras
Huawei Browser descarga periódicamente actualizaciones de dos listas negras (para sitios de suplantación de identidad y para aquellos que contengan software malicioso) y advierte a los usuarios cuando intenten visitar una página de contenido peligroso.

### Modo Incógnito
Huawei Browser incluye un modo de navegar de incógnito (similar a la Navegación privada de Safari, Firefox, Opera, Google Chrome; o el modo InPrivate de Internet Explorer y Microsoft Edge) que permite navegar por Internet con cierta privacidad, ya que no registra ninguna actividad y borra de los archivos temporales las cookies utilizadas, pero aún puede ser visible para el proveedor de servicios o los sitios web visitados.

### Interfaz
La interfaz de usuario incluye opciones para ir atrás, adelante, recargar página, ir y cancelar. 
La página de inicio del navegador se sustituye de manera predeterminada por la misma que aparece cada vez que se abre una nueva pestaña.
Huawei Browser permite crear accesos directos en el escritorio de tu Smartphone Huawei que permitan lanzar aplicaciones web directamente en el navegador.

### Traducción
También incluye traducción sugerida y automática de sitios Web, todo esto gracias al Traductor de Google en los 52 idiomas que soporta actualmente. El sistema cuenta con una opción para desactivar esta característica por si resulta muy invasivo.

## Seguridad y privacidad

### Navegación segura
Verificará automáticamente la seguridad de los sitios web que el usuario visita. 

### Modo No rastrear
Se les solicitará a los sitios web que visite no rastrear ni registrar datos sobre su visita.

### Bloquear cookies de seguimiento
Bloqueará automáticamente cookies de terceros que rastrean la actividad del usuario.